# Copa Suruga Bank de 2013
A Copa Suruga Bank de 2013 foi a sexta edição da competição anual de futebol realizada entre a Confederação Sul-Americana de Futebol (CONMEBOL) e a Japan Football Association (JFA), cuja partida foi em 7 de agosto entre o Kashima Antlers e o São Paulo Futebol Clube. Até o atual momento, essa é a edição da Copa Suruga com maior número de gols.

## Participantes
| Federação | Equipe          | Classificação                            | Participação |
| --------- | --------------- | ---------------------------------------- | ------------ |
| JFA       | Kashima Antlers | Campeão da Copa da Liga Japonesa de 2012 | 2ª (2012)    |
| CONMEBOL  | São Paulo       | Campeão da Copa Sul-Americana de 2012    | 1ª           |

## Final
| 7 de agosto de 2013 | Kashima Antlers       | 3 – 2     | São Paulo               | Kashima Soccer Stadium, Kashima           |
| 19:00 (UTC+9)       | Osako 25', 39', 90+3' | Relatório | Ganso 58' · Aloísio 75' | Público: 26 202 Árbitro: SIN Abdul Bashir |

| Kashima Antlers | São Paulo |

| GK             | 21 | Hitoshi Sogahata     |     |     |
| DF             | 22 | Daigo Nishi          |     |     |
| DF             | 4  | Kazuya Yamamura      |     |     |
| DF             | 5  | Takeshi Aoki         |     | 85' |
| DF             | 17 | Takanori Maeno       |     | 78' |
| MF             | 20 | Gaku Shibasaki       |     |     |
| MF             | 40 | Mitsuo Ogasawara (c) | 56' |     |
| MF             | 25 | Yasushi Endo         |     | 68' |
| MF             | 28 | Shoma Doi            |     | 57' |
| MF             | 8  | Juninho              |     | 85' |
| FW             | 9  | Yuya Osako           |     |     |
| Substitutos:   |    |                      |     |     |
| GK             | 1  | Akihiro Sato         |     |     |
| DF             | 3  | Daiki Iwamasa        | 87' | 85' |
| DF             | 6  | Kōji Nakata          |     | 78' |
| MF             | 13 | Atsutaka Nakamura    |     | 68' |
| MF             | 27 | Takahide Umebachi    |     | 85' |
| MF             | 35 | Takuya Nozawa        |     | 57' |
| FW             | 19 | Yuta Toyokawa        |     |     |
| Treinador:     |    |                      |     |     |
| Toninho Cerezo |    |                      |     |     |

| GK            | 01 | Rogério Ceni (c)  |  |     |
| RB            | 23 | Douglas           |  |     |
| DF            | 33 | Lucas Silva       |  | 73' |
| DF            | 14 | Edson Silva       |  |     |
| LB            | 38 | Reinaldo          |  |     |
| MF            | 5  | Wellington        |  |     |
| MF            | 7  | Rodrigo Caio      |  |     |
| MF            | 18 | Maicon            |  | 46' |
| MF            | 8  | Ganso             |  |     |
| FW            | 11 | Ademilson         |  | 46' |
| FW            | 19 | Aloísio           |  |     |
| Substitutos:  |    |                   |  |     |
| GK            | 12 | Denis             |  |     |
| GK            | 30 | Renan Ribeiro     |  |     |
| DF            | 27 | Lucas Farias      |  |     |
| MF            | 20 | Lucas Evangelista |  | 46' |
| MF            | 21 | Roni              |  | 73' |
| MF            | 28 | João Schmidt      |  |     |
| FW            | 22 | Silvinho          |  | 46' |
| Treinador:    |    |                   |  |     |
| Paulo Autuori |    |                   |  |     |

## Premiação
| Copa Suruga Bank 2013               |
| Japão                               |
| ----------------------------------- |
| KASHIMA ANTLERS Campeão (2º título) |